# Carl Riefstahl
Carl Riefstahl, född 1808 i Stralsund, död den 31 juli 1845 i Greifswald, var en tysk violoncellist och tonsättare.
Riefstahl vann sitt rykte som virtuos i München och Frankfurt am Main 1833–1838. Han utnämndes därefter till konsertmästare i Sankt Petersburg. Sina konsertfärder utsträckte han även till Sverige 1842, då han i november och december konserterade såväl i Stockholm (på Börssalen och på Stora teatern) som i landsorten. Riefstahl gifte sig året  före sin död med dottern till en professor i Greifswald. Han komponerade stråkkvartetter samt åtskilliga violoncellsaker.